# Macàon

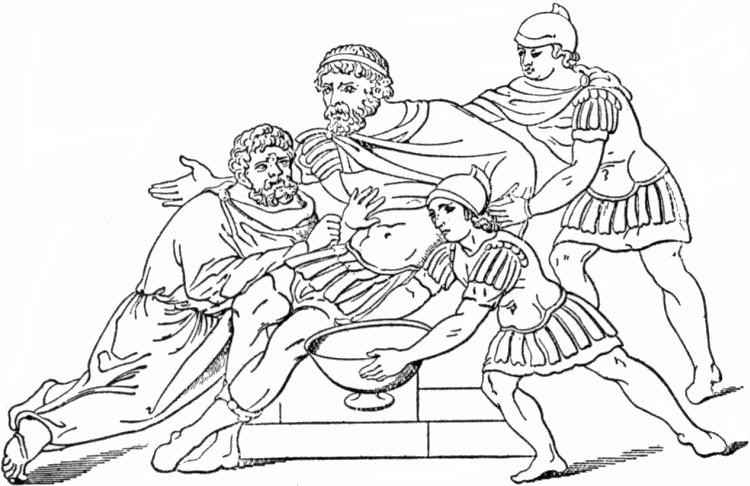
Macàon atenent Menelau. Font: Wellcome's Medical Diary

A la mitologia grega, Macàon (en grec antic Μαχάων), va ser un heroi, fill d'Asclepi i de Lampècia (altres genealogies li atribueixen mares diferents, com ara Epíone, la filla de Mèrops, Xante, i fins i tot Coronis). Casat amb Anticlea, fou pare de Gorgas i de Nicòmac.
Va regnar al costat del seu germà Podaliri sobre tres ciutats de Tessàlia (o la possible Messènia), Trica, Itome i Ecàlia. Figura en la llista de pretendents d'Helena i per això anà a la guerra de Troia, capitanejant al costat del seu germà Podaliri trenta naus provinents de les seves ciutats, i on es distingí, junt amb el seu germà, com a metge del bàndol grec, art que havia heretat del seu pare. Va ser tant útil als combatents que se'l va dispensar del servei d'armes, ja que tenia el do de guarir totes les ferides, fins i tot les més greus. Entre altres fets, se li atribueix la curació de Menelau, ferit per una fletxa de Pàndar, i de Filoctetes, que tenia una ferida ulcerada que s'havia causat en ferir-se accidentalment per una fletxa d'Hèracles feia deu anys.
Durant una de les batalles va ser ferit a l'esquena per una fletxa de Paris de Troia i rescatat per Nèstor. El van transportar a la tenda de Nèstor, on Hecamede, una captiva d'Aquil·les que havia estat atorgada a Nèstor, va tenir cura d'ell. Com relata Quint d'Esmirna als seus Posthomèriques, Macàon va ser mort per Eurípil, fill de Tèlef, en el transcurs d'una batalla anterior al saqueig de Troia. Fet, aquest, que entra en contradicció amb l'Eneida de Virgili, on s'exposa que Macàon va entrar a la ciutat dintre del Cavall de Troia. Les seves cendres van ser dutes per Nèstor a un santuari de Gerènia on els malalts buscaven curar-se. Macàon i el seu germà Podaliri tenien un cenotafi a Tricca.